# 1785.
◄ | 17. stoljeće | 18. stoljeće | 19. stoljeće | ►
◄ | 1750-ih | 1760-ih | 1770-ih | 1780-ih | 1790-ih | 1800-ih | 1810-ih | ►
◄◄ | ◄ | 1782. | 1783. | 1784. | 1785. | 1786. | 1787. | 1788. | ► | ►►
Arhitektura • Astronomija • Biologija • Glazba • Kazalište • Kemija • Kiparstvo • Knjige • Književnost • Kršćanstvo • Medicina • Politika • Pravo • Promet • Slikarstvo • Šport • Znanost

## Rođenja
- 4. siječnja – Jacob Grimm, njemački književnik († 1863.)
- 6. veljače – Brno Kabužić, plemić Dubrovačke Republike i austrijski general († 1855.)
- 7. ožujka – Alessandro Manzoni, talijanski književnik († 1873.)
- 4. travnja – Bettina von Arnim, njemačka književnica († 1859.)
- 20. srpnja – Mahmud II., turski sultan († 1839.)

## Smrti
- 9. svibnja – Bazilije Božičković, hrvatski grkokatolički biskup (* 1719.)

## Vanjske poveznice
|  | Zajednički poslužitelj ima još gradiva o temi 1785. |